# Moravské Málkovice
Moravské Málkovice là một làng thuộc huyện Vyškov, vùng Jihomoravský, Cộng hòa Séc.